# Morti nel 1816
| Questa pagina contiene informazioni ricavate automaticamente dalle voci biografiche con l'ausilio del template Bio e di un bot. L'aggiornamento è periodico e automatico e ricostruisce completamente la pagina. Se manca una persona in questa lista, sei pregato di non aggiungerla, ma accertati piuttosto che la sua voce biografica contenga il template Bio e che i dati anagrafici siano correttamente compilati. Se il template Bio manca, inseriscilo tu stesso o, in alternativa, metti l'avviso {{tmp\|Bio}} che ne segnala la mancanza. Se i dati riportati sono sbagliati, correggi direttamente la voce biografica; le modifiche saranno visibili in questa lista entro pochi giorni. Per chiarimenti vedi il progetto biografie. La lista contiene solo le 164 persone che sono citate nell'enciclopedia e per le quali è stato implementato correttamente il template Bio. Pagina aggiornata al 2 mag 2025. |

## Gennaio(11)
- 6 gennaio - Franz Joseph von Albini, diplomatico, militare e politico austriaco (n. 1748)
- 9 gennaio - Federico Guglielmo di Nassau-Weilburg, nobile (n. 1768)
- 10 gennaio - Giovanni Valesi, tenore tedesco (n. 1735)
- 13 gennaio - Antoine Dupré, poeta e drammaturgo haitiano (n. 1782)
- 13 gennaio - Heongyeong di Joseon, principessa coreana (n. 1735)
- 16 gennaio - Francesco Melzi d'Eril, nobile e politico italiano (n. 1753)
- 20 gennaio - Carolina Luisa di Sassonia-Weimar-Eisenach, principessa tedesca (n. 1786)
- 27 gennaio - Samuel Hood, I Visconte di Hood, ammiraglio britannico (n. 1724)
- 28 gennaio - Wichard Joachim Heinrich von Möllendorf, generale prussiano (n. 1724)
- 29 gennaio - Jean-Charles Monnier, generale francese (n. 1758)
- 29 gennaio - Elizabeth Waldegrave, nobildonna britannica (n. 1760)

## Febbraio(20)
- 2 febbraio - Sophie von Fersen, nobildonna svedese (n. 1757)
- 4 febbraio - Richard Fitzwilliam, musicologo irlandese (n. 1745)
- 4 febbraio - Robert Hobart, IV conte di Buckinghamshire, politico inglese (n. 1760)
- 4 febbraio - Joachim Perinet, commediografo e attore teatrale austriaco (n. 1765)
- 7 febbraio - Giovanni da Triora, presbitero e missionario italiano (n. 1760)
- 9 febbraio - Luigi Braschi-Onesti, nobile italiano (n. 1745)
- 10 febbraio - Giuseppe Maria Doria Pamphilj, cardinale e arcivescovo cattolico italiano (n. 1751)
- 10 febbraio - Jean-Paul-Égide Martini, compositore tedesco (n. 1741)
- 11 febbraio - Cristiana Enrichetta del Palatinato-Zweibrücken, nobile tedesca (n. 1725)
- 12 febbraio - Carlo Bartolomeo Richelmi di Bovile, generale italiano (n. 1756)
- 15 febbraio - Luigi d'Assia-Philippsthal, generale tedesco (n. 1766)
- 16 febbraio - Innocenzo Ansaldi, pittore, storico dell'arte e poeta italiano (n. 1734)
- 16 febbraio - Abel Bürja, matematico tedesco (n. 1752)
- 16 febbraio - Gianantonio Della Beretta, vescovo cattolico italiano (n. 1733)
- 16 febbraio - Francesco Sforza Cesarini, VI principe di Genzano, principe italiano (n. 1773)
- 17 febbraio - Johann Lorenz Blessig, teologo tedesco (n. 1747)
- 22 febbraio - Adam Ferguson, sociologo, storico e filosofo britannico (n. 1723)
- 22 febbraio - Eugénie D'Hannetaire, attrice teatrale francese (n. 1746)
- 25 febbraio - Francesco Apostoli, avventuriero italiano (n. 1755)
- 25 febbraio - Friedrich Wilhelm von Bülow, generale prussiano (n. 1755)

## Marzo(19)
- 3 marzo - Johann August von Starck, presbitero, teologo e saggista tedesco (n. 1741)
- 7 marzo - Gaetano d'Ancora, archeologo, filologo e grecista italiano (n. 1751)
- 8 marzo - Giuseppe Maria Doria, doge (n. 1730)
- 9 marzo - Clément Gosselin, militare francese (n. 1747)
- 14 marzo - Ernst Karl Friedrich Wunderlich, filologo classico tedesco (n. 1783)
- 16 marzo - Roger Ducos, politico francese (n. 1747)
- 16 marzo - Giuseppe Jannacconi, compositore italiano (n. 1740)
- 18 marzo - Liborio Coccetti, pittore italiano (n. 1739)
- 19 marzo - Filippo Mazzei, medico, filosofo e saggista italiano (n. 1730)
- 20 marzo - Maria I del Portogallo, regina portoghese (n. 1734)
- 22 marzo - Ernst Friedrich von Ockel, teologo lettone (n. 1742)
- 23 marzo - Georg Friedrich Hildebrandt, chimico, anatomista e farmacista tedesco (n. 1764)
- 23 marzo - Ignaz Vitzthumb, musicista e compositore austriaco (n. 1724)
- 24 marzo - Carlo Amoretti, naturalista, agronomo e traduttore italiano (n. 1741)
- 24 marzo - Federico Augusto di Nassau-Usingen, duca (n. 1738)
- 29 marzo - Franz Ludwig von Cancrin, mineralogista, architetto e scienziato tedesco (n. 1738)
- 29 marzo - John Twiggs, generale statunitense (n. 1750)
- 31 marzo - Pancrazio Amoretti, incisore italiano (n. 1732)
- 31 marzo - Jean-François Ducis, poeta e drammaturgo francese (n. 1733)

## Aprile(9)
- 4 aprile - Nicolas Jacques Antoine Vestier, architetto italiano (n. 1765)
- 7 aprile - Maria Ludovica d'Austria-Este, nobildonna (n. 1787)
- 8 aprile - Giulia Billiart, religiosa francese (n. 1751)
- 9 aprile - Daniel Tállayi, giornalista, editore e politico slovacco (n. 1760)
- 18 aprile - Giovanni Paolo Schulthesius, religioso, compositore e pianista tedesco (n. 1748)
- 22 aprile - Anna Aleksandrovna Stroganova, nobildonna russa (n. 1739)
- 24 aprile - Federico Carlo di Schleswig-Holstein-Sonderburg-Beck, nobile danese (n. 1757)
- 28 aprile - Johann Heinrich Abicht, filosofo tedesco